# Дмитровка (Менский район)
Дмитровка (укр. Дмитрівка) — село в Корюковском районе Черниговской области Украины. Население 124 человека. Занимает площадь 0,56 км².
Код КОАТУУ: 7423088502. Почтовый индекс: 15661. Телефонный код: +380 4644.
17 июля 2020 года в результате административно-территориальной реформы Блистовский сельский совет вошёл в состав Менской городской общины Корюковского района Черниговской области.